# Iason và bộ lông cừu vàng
Iason và bộ lông cừu vàng (tiếng Anh: Jason and the golden fleece) là một phim kỳ ảo do Don Chaffey đạo diễn, xuất phẩm ngày 19 tháng 06 năm 1963 tại Bắc Mỹ.

## Lịch sử
Truyện phim phỏng theo trứ tác Anh em Argo của tác giả Apollonius Rhodius.

## Nội dung
Đền thờ nữ thần Hera ở Thessalia có sấm truyền rằng, Pelias sẽ giết được vua Aeson hòng cướp ngôi, nhưng mai này cũng bị con của vua Aeson là Iason sát hại, mà tín hiệu nhận biết Iason là đi duy nhất một dép.
Hai chục năm sau biến cố, vua Pelias được kẻ mất một dép cứu khỏi chết đuối, đấy chính là Iason nay đã trưởng thành. Để trừ họa, Pelias bèn dụ Iason đi sang Kolkhis ở nơi tận cùng thế gian để chiếm bộ lông cừu vàng. Nữ thần Hera chỉ được Zeus cho phép phù hộ Iason năm lần trong chuyến hành trình. Iason bèn tuyển khắp đất nước Hy Lạp được những người anh hùng để đi theo hành trình với một món lợi không tưởng. Anh cũng nhờ cụ Argo đóng cho một chiến tàu. Con tàu Argo đi được nửa đường thì cạn lương thực và nước uống. Hera bèn báo mộng cho Iason phải tới được đảo Đồng. Tại đây, bất chấp lời khuyên của Iason, Ylas và Heracles đã đánh cắp báu vật của thần linh, đến nỗi Talos phải truy đuổi theo. Kết cục, Ylas chết, còn Heracles phải ở lại thực hiện sứ mạng khác. Thuyền lại đi tiếp và cứu được cụ Phineus khỏi đàn chim harpyia. Rồi nhờ Phineus mách nước, họ đi qua Dãy Đá Lở và được thần Triton phù hộ. Khi chạm đất Colkhis, Iason lại quyến rũ nữ tư tế đề thờ nữ thần Hecate là Medeia. Rồi anh bị vua Aietes lùng giết vì toan cướp bộ lông cừu vàng. Cực chẳng đã, Iason đành đưa Medeia lên con tàu Argo để trở về Hy Lạp cùng với mình, bỏ lại sau lưng những dị nghị và hai người đã phải lòng nhau.

## Kĩ thuật
Phim được thực hiện tại Ý và Anh cuối năm 1961.

### Sản xuất
- Thiết kế: Geoffrey Drake
- Giám chế: Jack Maxsted, Antonio Sarzi-Braga, Herbert Smith

### Diễn xuất
- Todd Armstrong... Iason
- Nancy Kovack... Medeia
- Gary Raymond... Akastos
- Laurence Naismith... Argo
- Niall MacGinnis... Zeus
- Michael Gwynn... Hermes
- Douglas Wilmer... Pelias
- Jack Gwillim... Aietes
- Honor Blackman... Hera
- John Cairney... Ylas
- Patrick Troughton... Phineus
- Andrew Faulds... Phaleros
- Nigel Green... Herakles
- John Crawford... Polydeukes
- Ferdinando Poggi... Kastor
- Bill Gudgeon... Triton
- Ennio Antonelli... Dmitrios
- Harold Bradley... Cấm quân
- Aldo Cristiani... Lynkeos
- Doug Robinson.... Euphemos
- Davina Anne Taylor... Briseis